# Animals
Animals е десетият студиен албум на английската прогресив рок група Пинк Флойд, издаден през януари 1977 година. Това е концептуален албум, който осигурява унищожителна критика към социално-политическите условия в края на 1970-те във Великобритания и представлява значителна промяна в музикалния стил от предишните издания на групата. Animals е записан в Лондон в Britannia Row, записването му е белязано от ранните признаци на раздор в групата, които няколко години по-късно ще приключат с напускането на Ричард Райт. Обложката на албума изобразява надуваемо прасе, летящо между два комина на електроцентралата Батърси. Идеята е на Роджър Уотърс в сътрудничество с дизайнерите от Хипнозис.
Албумът получава изцяло положителни отзиви във Великобритания, където достига до позиция номер 2. В САЩ албумът също е успешен заемайки позиция номер 3 в Билборд 200 и въпреки че присъства само шест месеца в Билборд 200, Animals е награден с четири платинени награди от Асоциация на звукозаписната индустрия в Америка. Успехът на последвалото турне In the Flesh Tour и инцидент, в който фен бива заплют от Роджър Уотърс, карат Уотърс да започне създаването на следващия албум на групата The Wall.

## Списък с песните

### Страна едно
1. Pigs on the Wing 1 – 1:25
2. Dogs – 17:03

### Страна две
1. Pigs (Three Different Ones) – 11:25
2. Sheep – 10:25
3. Pigs on the Wing 2 – 1:23

## Състав
- Дейвид Гилмор – основни и задни вокали, китара, клавиши
- Ник Мейсън – барабани, перкусии
- Роджър Уотърс – основни и задни вокали, бас китара, китара
- Ричард Райт – клавиши, клавинет, задни вокали

|  | Тази страница частично или изцяло представлява превод на страницата Animals (Pink Floyd album) в Уикипедия на английски. Оригиналният текст, както и този превод, са защитени от Лиценза „Криейтив Комънс – Признание – Споделяне на споделеното“, а за съдържание, създадено преди юни 2009 година – от Лиценза за свободна документация на ГНУ. Прегледайте историята на редакциите на оригиналната страница, както и на преводната страница, за да видите списъка на съавторите. ВАЖНО: Този шаблон се отнася единствено до авторските права върху съдържанието на статията. Добавянето му не отменя изискването да се посочват конкретни източници на твърденията, които да бъдат благонадеждни. |